# Cephalodella carina
Cephalodella carina is een raderdiertjessoort uit de familie Notommatidae. De wetenschappelijke naam van deze soort is voor het eerst geldig gepubliceerd in 1959 door Wulfert.